# Tai Sabaki
Tai Sabaki (体捌き) é um kata do caratê criado pelo Mestre Yasuhiro Konishi. O conjunto de movimentos constantes do kata preconizam desenvolver exatamente aquelas técnicas de deslocamento em esquiva e posicionamento em relação a um adversário, as técnicas de tai sabaki. Outro fito do kata é promover a implementação da ideia de recebimento, utilização e devolução de energia (ki) de volta. A criação da forma sucedeu sob os auspícios do Mestre Morihei Ueshiba, criador do aiquidô.

## História

### Genealogia
| Shorin-ryu | Shorin-ryu | Shorin-ryu | Shorin-ryu | Shorin-ryu | Shorin-ryu |  |  | Shorei-ryu | Shorei-ryu | Shorei-ryu | Shorei-ryu | Shorei-ryu       | Shorei-ryu |  |  | Jiu-jitsu | Jiu-jitsu | Jiu-jitsu | Jiu-jitsu | Jiu-jitsu | Jiu-jitsu |  |  | Aiquidô | Aiquidô | Aiquidô | Aiquidô | Aiquidô | Aiquidô |  |  |  |  |  |  |  |  |  |  |  |  |  |  |  |  |  |  |  |  |
| Shorin-ryu | Shorin-ryu | Shorin-ryu | Shorin-ryu | Shorin-ryu | Shorin-ryu |  |  | Shorei-ryu | Shorei-ryu | Shorei-ryu | Shorei-ryu | Shorei-ryu       | Shorei-ryu |  |  | Jiu-jitsu | Jiu-jitsu | Jiu-jitsu | Jiu-jitsu | Jiu-jitsu | Jiu-jitsu |  |  | Aiquidô | Aiquidô | Aiquidô | Aiquidô | Aiquidô | Aiquidô |  |  |  |  |  |  |  |  |  |  |  |  |  |  |  |  |  |  |  |  |
|            |            |            |            |            |            |  |  |            |            |            |            |                  |            |  |  |           |           |           |           |           |           |  |  |         |         |         |         |         |         |  |  |  |  |  |  |  |  |  |  |  |  |  |  |  |  |  |  |  |  |
|            |            |            |            |            |            |  |  |            |            |            |            | Shindo jinen ryu |            |  |  |           |           |           |           |           |           |  |  |         |         |         |         |         |         |  |  |  |  |  |  |  |  |  |  |  |  |  |  |  |  |  |  |  |  |
|            |            |            |            |            |            |  |  |            |            |            |            |                  |            |  |  |           |           |           |           |           |           |  |  |         |         |         |         |         |         |  |  |  |  |  |  |  |  |  |  |  |  |  |  |  |  |  |  |  |  |
|            |            |            |            |            |            |  |  |            |            |            |            | Ryobu-kai        |            |  |  |           |           |           |           |           |           |  |  |         |         |         |         |         |         |  |  |  |  |  |  |  |  |  |  |  |  |  |  |  |  |  |  |  |  |

## Características
Há três variantes da forma: tai sabaki shodan, nidan e sandan. Em todas elas os movimentos de mudança de direção no embusen são feitos basicamente em relação à linha central do corpo, ou dosen.

### Tai Sabaki Shodan
A primeira variante é bem simples, tendo por escopo primeiro dar ao praticante um primeiro contacto com as técnicas de tai sabaki. Por outro lado, a forma é também bastante achegada aos kata da série Taikyoku e o kata Heian shodan.